# Bohumil Rytíř
Bohumil Rytíř (29. dubna 1889 Litoměřice – 12. dubna 1955 Praha) byl český důstojník a československý legionář.

## Život
Narodil se v Litoměřicích a po úspěšném absolvování základního a středního vzdělání vystudoval techniku. Jako jednoroční dobrovolník narukoval v října 1911 k C. k. zeměbraneckému pluku č. 8 v Praze. Následně absolvoval školu důstojníků v záloze a dále sloužil jako velitel čety a v lednu 1913 byl povýšen na důstojnického čekatele. Po vyhlášení mobilizace nastoupil koncem července roku 1914 k LIR 8 Praha a s jednotkou odjel na frontu první světové války. Od konce měsíce září 1914 bojoval na srbské frontě a v polovině prosince byl převelen na ruskou frontu. V únoru 1915 byl povýšen do hodnosti poručíka a jako velitel roty v březnu 1915 padl do ruského zajetí. V červenci 1916 se v Taškentu přihlásil do československých legií a v říjnu 1917 odjel z Ruska do Francie v rámci transportu kpt. O. Husáka. Ve Francii pobýval ve městě Cognac, kde byl v lednu 1918 zařazen do vznikajícího 21. čs. střel. pluku a po absolvování důstojnického kurzu v Saint-Maixent byl převelen k 22. čs. střel. pluku do Jarnacu. V létě 1918 byl nasazen s jednotkou na frontě v Alsasku na úpatí pohoří Vogézy a v září téhož roku byl přesunut do oblasti Argonne na řeku Aisne. Zde se v říjnu vyznamenal v čele 5./II. roty v bojích o předmostí u Vouziers.

### V Československu
Po návratu do nově vzniklého státu byl v lednu 1919 jmenován okrskovým velitelem II./23. praporu v Kladně. V srpnu byl převelen do Jičína, kde zastával funkci zatímního velitele 22. čs. střel. pluku. V říjnu téhož roku byl zařazen do vojensko-politické mise k Československému vojsku na Rusi, které tehdy velel pplk. Václav Kopal. Ze Sibiře se vrátil společně se štábem československého vojska v rámci 23. transportu, který odplouval z Vladivostoku v dubnu 1920. K datu 20. června 1920 ukončil své působení v československých legiích a od července sloužil jako důstojník Vojenské kanceláře prezidenta republiky. V listopadu 1921 byl převelen do Českého Těšína jako velitel pěšího pluku 8. a od října 1922 byl jmenován přednostou 23. oddělení (automobilního) MNO. V červenci 1929 byl povýšen do hodnosti brigádního generála a od prosince byl jmenován velitelem 5. pěší brigády v Terezíně. Od září 1936 byl převelen do Banské Bystrice jako velitel 10. divize. Po vyhlášení Slovenského štátu v březnu 1939 se generál Rytíř vrátil do okupované Prahy, kde úzce spolupracoval s premiérem Aloisem Eliášem. V letech 1939–1941 finančně podporoval rodiny vězněných a popravených odbojářů a od konce roku 1944 byl trvale napojen na "Ilegální skupinu Bartoš". Při pražském povstání v květnu 1945 byl zástupcem generála Karla Kutlvašra. Po osvobození byl jmenován velitelem III. sboru v Plzni, ale od června 1946 byl přeložen do výslužby. Od července 1947 vykonával civilní zaměstnání jako stavbyvedoucí. Zemřel v Praze 12. dubna 1955.

## Vyznamenání
- Řád čestné legie, V. třída – rytíř, 1918 (Francie)
- Válečný kříž 1914–1918, 1918 (Francie)
- Československý válečný kříž 1914–1918, 1918
- Řád sokola, s meči 1919
- Československá revoluční medaile, 1920
- Československá medaile Vítězství, 1923
- Médaille commémorative de la guerre 1914–1918[4], 1925 (Francie)
- Řád čestné legie, IV. třída – důstojník, 1928 (Francie)
- Řád svatého Sávy, II. třída, 1938 (Jugoslávské království)